# Chudów
Chudów (deutsch Chudow, Chutow) ist eine Ortschaft in Oberschlesien. Administrativ liegt sie in der Gemeinde Gierałtowice (Gieraltowitz) im Powiat Gliwicki (Landkreis Gleiwitz) in der Woiwodschaft Schlesien.

## Geografie

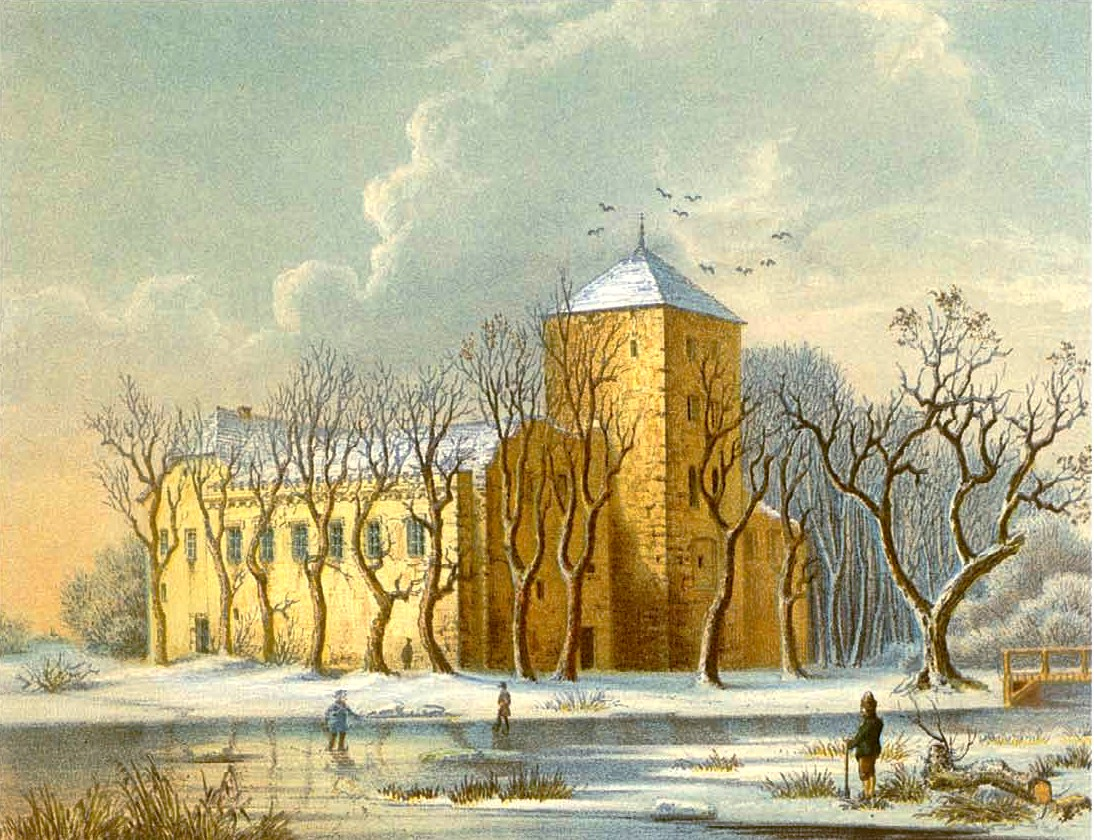
Schloss Chudow (Chutow) im 19. Jahrhundert nach Alexander Duncker

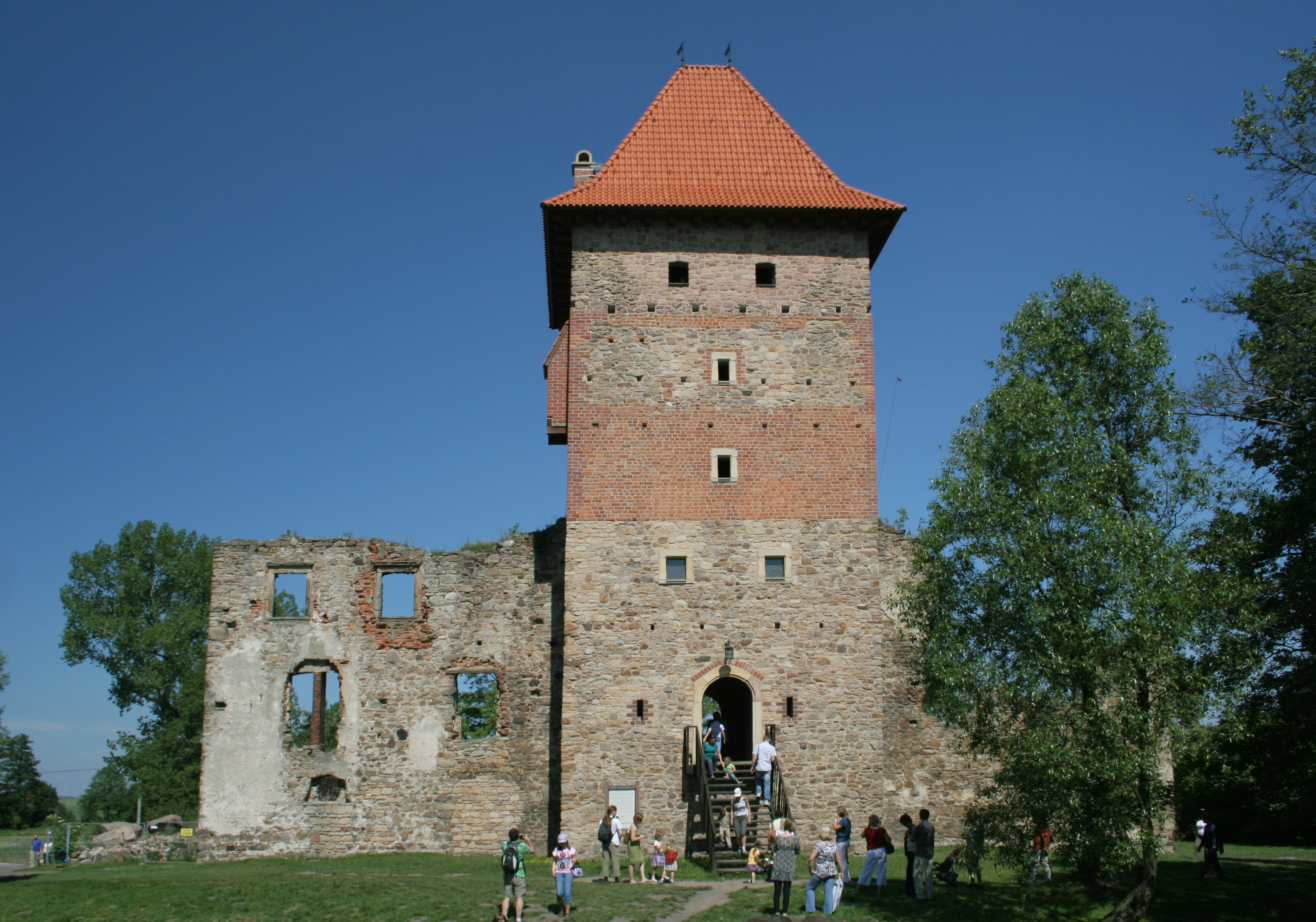
Die Schlossruine

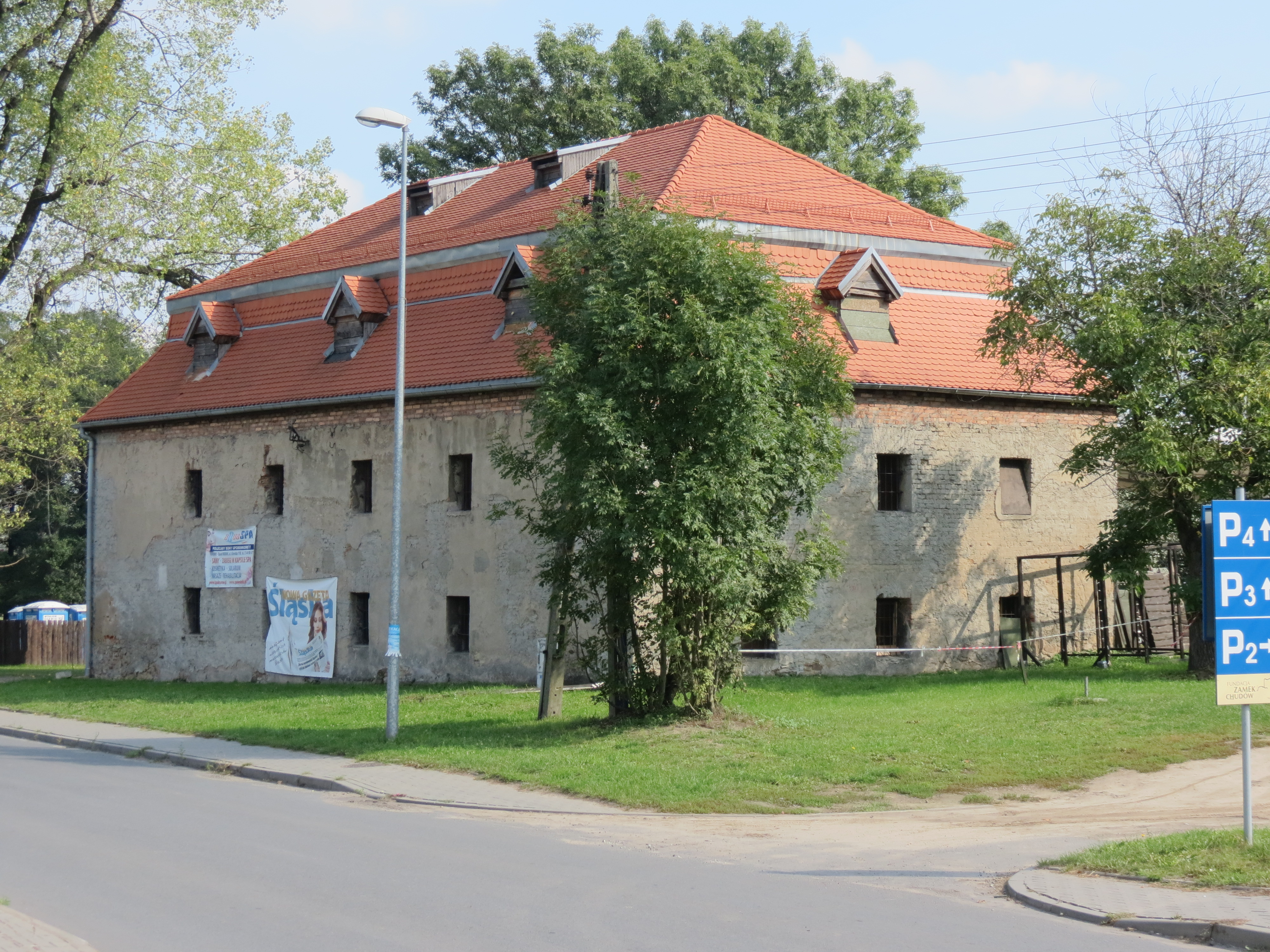
Historischer Getreidespeicher

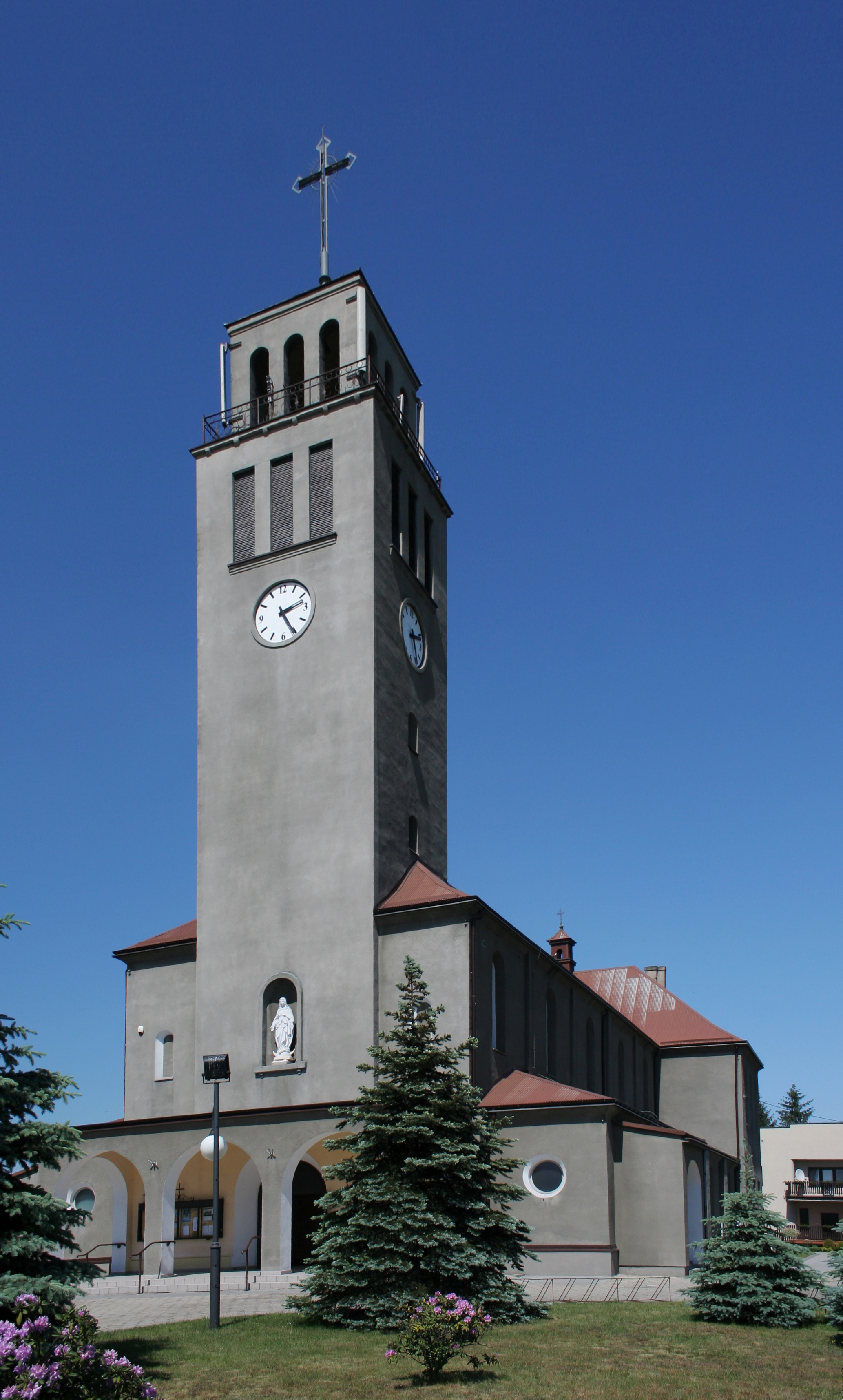
Die Kirche

Chudów liegt drei Kilometer östlich vom Gemeindesitz Gierałtowice (Gieraltowitz), zwölf Kilometer südöstlich von der Kreisstadt Gliwice (Gleiwitz) und 16 Kilometer westlich von der Woiwodschaftshauptstadt Kattowitz.

## Geschichte
Der Ort entstand spätestens im 13. Jahrhundert und wurde 1295–1305 im Liber fundationis episcopatus Vratislaviensis (Zehntregister des Bistums Breslau) erstmals urkundlich als „Cudow“ erwähnt. 1466 folgte eine Erwähnung als Chudorf.
1742 kam der Ort mit dem Großteil Schlesiens an Preußen. Der Ort wurde 1783 im Buch Beyträge zur Beschreibung von Schlesien als Chutow und auch als Chudow erwähnt, gehörte einem Mat. von Wilczeck und lag im Landkreis Beuthen der Standesherrschaft Beuthen. Damals hatte er drei Vorwerke, ein herrschaftliches Schloss, eine Mühle, eine Schule, zehn Bauern, 16 Gärtner, drei Häusler und 143 Einwohner. 1865 bestand Chudow aus einem Dorf und einem Rittergut. Das Rittergut gehörte der Gräfin Schaffgotsch-Godulla. Zum Rittergut gehörten die Vorwerke Neuhof, Ballhof, Wallhof und Machow. Der Ort hatte zu diesem Zeitpunkt zehn Bauern, 15 Gärtner, neun Ackerhäusler und 25 Angerhäusler, sowie einen Schankwirt, zwei Schmiede, zwei Krämer und einen Fleischer. Die katholischen Einwohner waren nach Gieraltowitz eingepfarrt und die evangelischen nach Gleiwitz eingepfarrt. Die katholische Schule hatte zu diesem Zeitpunkt 129 Schüler. Am 6. Juli 1873 wurde der Kreis Beuthen aufgeteilt und der Ort kam zum neuen Kreis Zabrze (dem späteren Kreis Hindenburg O.S.).
Bei der Volksabstimmung in Oberschlesien am 20. März 1921 stimmten im Ort 28 Wahlberechtigte für einen Verbleib Oberschlesiens bei Deutschland und 283 für eine Zugehörigkeit zu Polen. Auf Gut Chudow stimmten 13 für Deutschland und 94 für Polen. Chudow kam nach der Teilung Oberschlesiens 1922 an Polen. Bis 1922 befand sich der Ort im Landkreis Hindenburg O.S. Von 1922 bis 1924 befand sich der Ort im Powiat Rudzki, danach kam er an den Powiat Rybnicki. Während der deutschen Besetzung von 1939 bis 1945 befand er sich im Gau Oberschlesien.
1945 kam der Ort wieder an Polen und zur Woiwodschaft Schlesien und wurde ins polnische Chudów umbenannt. 1950 kam der Ort zur Woiwodschaft Kattowitz. 1999 kam der Ort zum wiedergegründeten Powiat Gliwicki und zur neuen Woiwodschaft Schlesien.

## Bauwerke und Sehenswürdigkeiten
- Schlossruine bzw. Burgruine aus dem 16. Jahrhundert aus Feldsteinen und Ziegelsteinen. Ursprünglich im Renaissance-Stil wurde sie 1837 umgestaltet und brannte 1874 ab. Heute teilweise rekonstruiert ist sie von Resten eines Grabens umgeben.[6]
- Die katholische Pfarrkirche Kościół Najświętszej Maryi Panny Królowej Aniołów (St. Maria Engelskönigin) im modernen Stil.
- Historischer Getreidespeicher aus dem 18. Jahrhundert.